# Тетеринский сельсовет
Тете́ринский сельсовет — административная единица на территории Круглянского района Могилёвской области Белоруссии.

## История
Тетеринский сельский Совет с центром в д. Тетерино был образован в 1917 году в составе Круглянской волости Могилёвского уезда.
Названия:
- с 1917 — Тетеринский сельский Совет крестьянских депутатов
- с 14.1.1918 — Тетеринский сельский Совет рабочих, солдатских и крестьянских депутатов
- с 23.2.1918 — Тетеринский сельский Совет рабочих, крестьянских и красноармейских депутатов
- с 5.12.1936 — Тетеринский сельский Совет депутатов трудящихся
- с 7.10.1977 — Тетеринский сельский Совет народных депутатов
- с 15.3.1994 — Тетеринский сельский Совет депутатов[2].

Административная подчинённость:
- с 1917 — в Круглянской волости Могилёвского уезда
- с 20.8.1924 — в Круглянском районе
- с 16.9.1959 — в Белыничском районе
- с 30.7.1966 — в Круглянском районе[2].

## Состав

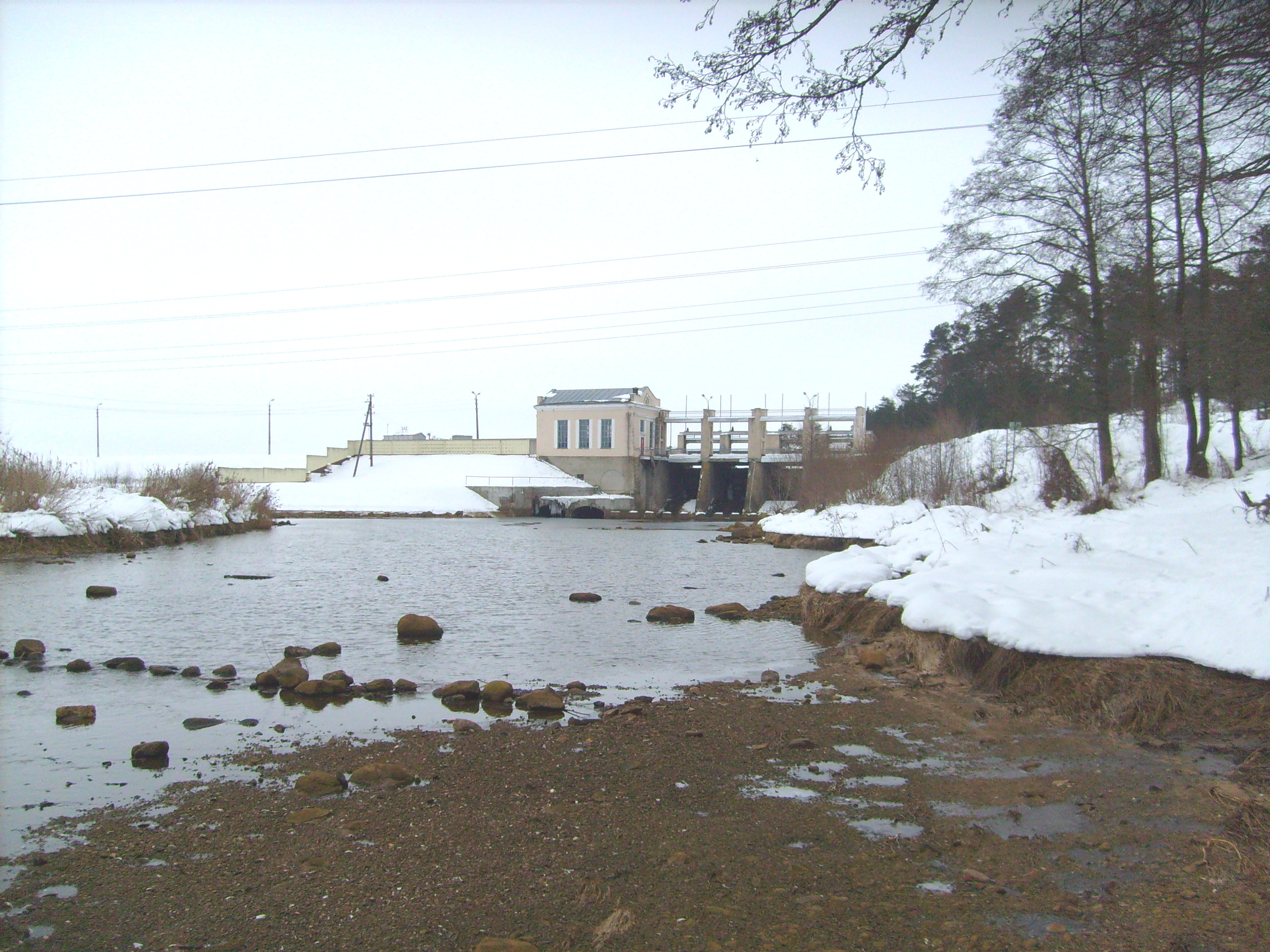
Тетеринская ГЭС

В январе 2012 года в состав сельсовета были включены территория и населённые пункты упразднённого Шепелевичского сельсовета.
27 сентября 2012 года деревня Заречье, которая входила в состав Тетеринского сельсовета, переименована в Заречье 1, а деревня, которая входила в состав Шепелевичского сельсовета, в Заречье 2.
В ноябре 2013 года из состава сельсовета были исключены часть территории и 11 населённых пунктов с последующим присоединением к Комсеничскому сельсовету.
12 марта 2013 года упразднена деревня Козел.
Тетеринский сельсовет включает 27 населённых пунктов:
- Белавка — деревня.
- Беларусь — деревня.
- Бовсевичи — деревня.
- Волковщина — деревня.
- Гоенка — деревня.
- Глубокое — деревня.
- Дуброва — деревня.
- Залосье — деревня.
- Заречье 2 — деревня.
- Затетёрка — деревня.
- Зеленая Дуброва — деревня.
- Каменка — деревня.
- Кононовичи — деревня.
- Корма — деревня.
- Костюковичи — деревня.
- Краснополье — деревня.
- Кружки — деревня.
- Кунцы — деревня.
- Липск — деревня.
- Овсище — деревня.
- Падар — деревня.
- Симоновичи — деревня.
- Смогиловка — деревня.
- Тетерино — агрогородок.
- Храпы — деревня.
- Шепелевичи — деревня.
- Шипяги — деревня.

Упразднённые населённые пункты на территории сельсовета:
- Козел — деревня.